# Joseph Hall
Pour les articles homonymes, voir Joseph Hall (hockey sur glace) et Hall.
Joseph Hall (né en 1789 et décédé en 1862) est un maître de forges anglais, inventeur d'une amélioration décisive du four à puddler d'Henry Cort.

## Biographie
Formé dès 1806 au puddlage tel qu'il se pratiquait sur les fours mis au point par Cort, il procède à des essais de recyclage des résidus produits par le procédé. Après avoir enfourné de la vieille fonte puis des résidus de puddlage (qui sont riches en oxydes de fer), il constate -avec surprise- que l'ensemble se met à bouillir violemment. À la fin de la réaction, il récupère l'ensemble sous la forme d'une boule, qui s'avère être du fer de qualité exploitable.
En 1830, il trouve les fonds pour fonder une usine à Tipton, les Bloomfield Ironworks, qui deviennent Bailey, Barrows and Hall en 1834. Poursuivant ses essais, il peut déposer en 1839 le brevet consistant à réutiliser le « bulldog », qui est le résidu du puddlage coulé hors du four puis grillé pour être réutilisé. Cette crasse, riche en oxyde de fer, favorise la réaction et est facilement fusible : Hall l'utilise donc comme garnissage de la sole refroidie mise au point par Samuel Baldwin Rogers.
Les inventions de Rogers et Hall permettent la mise au point du puddlage gras (ou bouillant), permettant à la fois de convertir en fer des fontes de qualité médiocre (en maîtrisant la composition chimique du bulldog) et d'augmenter la productivité des fours (le revêtement utilisé réagissant avec la charge).
En 1849, Hall s'installe dans une petite maison à Handsworth mais continue à visiter ses usines. En 1857, il publie un petit volume où décrit ses contributions aux progrès de la sidérurgie. Son compatriote John Percy (1817-1889) critique sévèrement cet écrit : « [Hall y] établissait ses droits à la priorité du procédé de bouillonnement et de divers autres perfectionnements se rattachant au puddlage, avec d'autant moins de tact, on peut le dire, qu'il y mettait plus d'ostentation. C'était avant tout un praticien, et, comme tous les empiriques, il a prouvé qu'il ignorait la science de son art, tout en ayant une forte disposition à faire le théoricien. Il est regrettable que J. Hall ait voulu écrire. »
Hall décède dans sa maison de Handsworth en 1862.